# Заводская улица (Салават)
Улица Заводская  — улица расположена в северной промышленной части города Салават.

## История
Застройка улицы началась в 1949 году. Улица застроена частными 1-2 этажными домами.

## Трасса
Улица Заводская начинается от ул.Северная дом 10 до ул.Северная дом. 14   .

## Транспорт
По улице Заводская общественный транспорт не ходит.